# Cantó de Confolent Sud
El cantó de Confolent Sud és un cantó francès del departament del Charente, situat al districte de Confolent. Té 11 municipis i el cap és Confolent.

## Municipis
- Azac
- Briguelh
- Brilhac
- Confolent
- Essa
- L'Esterp
- Monteirolet
- Sent Crestòfa
- Sent German sus Vinhana
- Sent Maurzis
- Orador Fanès

## Història
| Data d'elecció                           | Identitat           | Partit                     | Qualitat |
| ---------------------------------------- | ------------------- | -------------------------- | -------- |
| 1949-1967                                | Maurice Croislebois | RGR                        |          |
| 1967-1985                                | M. Peyraud          | Divers droite              |          |
| 1985-2008                                | Jean-Louis Festal   | UDF, després MoDem         |          |
| 2008-                                    | Jean-Noël Dupré     | Divers droite, després UMP |          |
| les dades anteriors no són pas conegudes |                     |                            |          |
|                                          |                     |                            |          |